# Aeroportul Columbia Metropolitan
Aeroportul Columbia Metropolitan (IATA: CAE, ICAO: KCAE, FAA LID: CAE) este un aeroport din Carolina de Sud, Statele Unite ale Americii ce deservește zona Columbia. Aeroportul a fost tranzitat în 2022 de 1.063.630 de pasageri. A fost numit după zona deservită.
Situat la o altitudine de 72 m, aeroportul dispune de 2 piste.

## Infrastructură

### Piste
Aeroportul dispune de 2 piste. Pista 05/23 are suprafața de asfalt și dimensiunile 8.001 picioare × 150 picioare. Pista 11/29 are suprafața de beton și dimensiunile 8.601 picioare × 150 picioare. 